# توپولف تو-۱۴۱
توپولف تو-۱۴۱ (به انگلیسی: Tupolev Tu-141) یک هواگرد ساختِ کارخانهٔ توپولف در کشور اتحاد جماهیر سوسیالیستی شوروی است که در سال ۱۹۷۹–۱۹۸۹ ساخته شد. نخستین استفاده‌کنندهٔ این هواپیما اتحاد جماهیر سوسیالیستی شوروی بوده‌است. این هواگرد برای نخستین بار در ۱۹۷۴ میلادی مورد استفاده قرار گرفت.